# Ruten-Doppelsame
Der Ruten-Doppelsame (Diplotaxis viminea) ist eine Pflanzenart aus der Gattung Doppelsamen (Diplotaxis) innerhalb der Familie der Kreuzblütengewächse (Brassicaceae).

## Beschreibung
Der Ruten-Doppelsame ist eine einjährige krautige Pflanze, die Wuchshöhen von 5 bis 30 Zentimetern erreicht. Sie bildet eine dünne Pfahlwurzel. Je Exemplar gibt es meist mehrere Stängel mit Blüten, die kahl oder schwach behaart und meist nur am Grunde beblättert sind. Die Laubblätter sind meist leierförmig-fiederlappig bis fiederspaltig. Sie sind durchschnittlich etwa 5 Zentimeter lang und 1 bis 1,5 Zentimeter breit. Die Seitenlappen sind dreieckig-eiförmig bis länglich und fast ganzrandig. Der Endabschnitt ist viel größer und meist grob buchtig gezähnt.
Die Blütezeit reicht von Juni bis September. Im Mittelmeergebiet blüht die Art aber schon im Vorfrühling. Der Blütenstand ist nur 3 bis 15-blütig. Die Blütenstiele sind kürzer als die Blüten und 1 bis 2 Millimeter lang. Die zwittrigen Blüten sind vierzählig. Die vier Kelchblätter sind 2 bis 2,5 Millimeter lang. Die vier freien, blassgelben Kronblätter sind mit einer Länge von 3 bis 4 Millimetern wenig länger als der Kelch und verschmälern sich allmählich in den Nagel.
Die 3 bis 20 Millimeter langen Fruchtstiele stehen ziemlich aufrecht ab. Die unteren sind oft so lang wie die Früchte, die oberen viel kürzer. In den 10 bis 35 Millimeter langen Schoten stehen die Samen zweireihig. Nur am Grunde und an der Spitze der Frucht stehen sie fast einreihig. Die Samen sind klein und kaum 1 Millimeter lang, eiförmig und gelbbraun.
Die Chromosomenzahl beträgt 2n = 20.

## Ökologie
Beim Ruten-Doppelsame handelt es sich um einen Therophyten.

## Vorkommen
Der Ruten-Doppelsame ist ein mediterranes Florenelement und kommt in vielen Ländern Südeuropas, Nordafrikas, Westasiens sowie auf der Krim vor. In Rumänien ist er ein Neophyt. In Europa liegt sein Hauptverbreitungsgebiet im Mittelmeerraum. In Mitteleuropa tritt er am Oberrhein und am Genfersee vereinzelt und unbeständig auf.
Der Ruten-Doppelsame gedeiht am besten auf nährstoffreichen Lehm- oder Tonböden. In Mitteleuropa besiedelt der Ruten-Doppelsame Gegenden mit warmem Klima Weinberge, Gärten und Ödland. Er gedeiht gern zusammen mit den Einjährigen Bingelkraut (Mercurialis annua) in Gesellschaften des Verbands Fumario-Euphorbion, etwa im Geranio-Allietum und kommt im Mittelmeergebiet in Gesellschaften des Verbands Diplotaxidion vor.